# Florjana
Florjana je  žensko osebno ime.

## Izvor imena
Ime Florjana je ženska oblika moškega osbnega imena Florjan oziroma Florijan.

## Različice imena
Flora, Florinka, Florenca, Florence, Florentina, Florijana, Florika, Florinda, 

## Pogostost imena
Po podatkih Statističnega urada Republike Slovenije je bilo na dan 31. decembra 2007 v Sloveniji število ženskih oseb z imenom Florjana: 106.

## Osebni praznik
Osebe z imenom Florjana godujejo na Florijanovo, to je 4. maja.